# Hopfengraben (Osterbek)
Der Hopfengraben ist ein kleiner Bach in Hamburg. Er ist ein linker Nebenfluss der Osterbek.